# Джерело б/н (Вучкове, Вучківське лісництво, квартал 4, виділ 6)
Джерело б/н — гідрологічна пам'ятка природи місцевого значення. Об'єкт розташований на території Міжгірської селищної громади Хустського району Закарпатської області, с. Вучкове, ДП «Міжгірське ЛГ», Вучківське лісництво, квартал 4, виділ 6.
Площа — 0,3 га, статус отриманий у 1984 році.
Охороняється джерело мінеральної води та прилегла територія. Вода вуглекисла, гідрокарбонатно-хлоридно-натрієво-кальцієво-магнієва. Загальна мінералізація - 0,28-1,8 г/л. Мікроелементи - марганець, залізо, нікель, кремнієва кислота. Для лікування захворювань органів травлення.